# Movements
Movements es una banda estadounidense de post-hardcore formada en Rancho Santa Margarita, California en 2015.

## Miembros
Miembros actuales
- Patrick Miranda – Voz (2015–presente)
- Austin Cressey – Bajo, guitarra rítmica (2015–presente)
- Spencer York  – Batería (2015–presente)
- Ira George – Guitarra líder (2016–presente)

Antiguos miembros
- Brett Chiodo  – Guitarra líder (2015–2016)

## Discografía

### Álbumes de estudio
| Título               | Detalles                                | Peak chart positions | Peak chart positions | Peak chart positions | Peak chart positions | Peak chart positions |
| Título               | Detalles                                | US                   | US Heat.             | US Alt.              | US Rock              | US Vinyl             |
| -------------------- | --------------------------------------- | -------------------- | -------------------- | -------------------- | -------------------- | -------------------- |
| Feel Something       | - Lanzamiento: 20 de octubre de 2017    | 190                  | 2                    | 21                   | 34                   | 17                   |
| No Good Left to Give | - Lanzamiento: 18 de septiembre de 2020 | -                    | -                    | -                    | -                    | -                    |
| RUCKUS!              | - Lanzamiento: 18 de agosto de 2023     | -                    | -                    | -                    | -                    | -                    |

### EP
| Título          | Detalles                           | Peak chart positions | Peak chart positions |
| Título          | Detalles                           | US Heat.             | US Indie             |
| --------------- | ---------------------------------- | -------------------- | -------------------- |
| Outgrown Things | - Lanzamiento: 11 de marzo de 2016 | 11                   | 42                   |

### Singles
- "Protection" (2015)
- "Buried" (2015)
- "Scripted"  (2015)
- "Kept" (2016)
- "Nineteen" (2016)
- "Hatchet (Catacomb Sessions)" (2016)
- "Colorblind" (2017)
- "Deadly Dull" (2018)
- "Losing My Religion" (2018)
- "Colorblind (Acústico)" (2019)
- "Skin to Skin" (2020)
- "Tunnel Vision" (2020)
- "Barbed Wire Body" (2022)
- "Cherry Thrill" (2022)
- "Killing Time" (2023)
- "Lead Pipe" (2023)
- "Fail You" (2023)
- "Tightrope" (2023)

## Videografía
| Año  | Canción                       | Álbum             |
| ---- | ----------------------------- | ----------------- |
| 2015 | "Scripted"                    | Scripted [single] |
| 2016 | "Kept"                        | Outgrown Things   |
| 2016 | "Worst Wishes"                | Outgrown Things   |
| 2016 | "Hatchet (Catacomb Sessions)" | Outgrown Things   |
| 2016 | "Nineteen"                    | Outgrown Things   |
| 2017 | "Colorblind"                  | Feel Something    |
| 2017 | "Daylily"                     | Feel Something    |
| 2018 | "Deadly Dull"                 | Feel Something    |
| 2018 | "Third Degree"                | Feel Something    |
| 2019 | "Full Circle"                 | Feel Something    |